# Encrasima
Encrasima é um gênero de traça pertencente à família Agonoxenidae.